# Тут твій фронт
«Тут твій фронт» (рос. Здесь твой фронт) — радянський драматичний фільм Едуарда Гаврилова про тилове життя у роки німецько-радянської війни.

## Сюжет фільму
У фільмі розповідається про роботу металургійного заводу «Уралмаш», на якому під час війни збирали танки для потреб фронту. Від Державного комітету надходить наказ про збільшення темпів випуску танка Т-34. Виконання наказу потребує неабияких зусиль — не вистачає робітників, передовики хочуть йти на фронт воювати. У фільмі розкривається трудовий героїзм та підтримка місцевих жителів самих робітників.

## В ролях
| Актор             | Роль                  |
| ----------------- | --------------------- |
| Михайло Глузський | дід Василь            |
| Андрій Мартинов   | директор заводу       |
| Микола Гринько    | партійний організатор |
| Юрій Лахін        | головний інженер      |
| Борис Невзоров    | Павло                 |
| Валерій Панарін   | Єгор Мухін            |
| Марина Яковлева   | Зінаїда               |
| Віктор Корешков   | Михайло               |
| Надія Озерова     | Тетяна                |
| Марія Виноградова | бабка Дар'я           |
| Юрій Катін-Ярцев  | дід Матвій            |
| Михайло Жигалов   | майор НКВС            |
| Роман Громадський | головний технолог     |
| Коля Шестаков     | Митько                |
| Ольга Соболева    | Анна                  |
| Клавдія Хабарова  | Марія Миколаївна      |
| Сергій Гамов      | вартовий              |

## Знімальна група
- Режисер: Едуард Гаврилов
- Сценаристи: Геннадій Бокарєв
- Оператор: Сергій Гаврилов
- Композитор: Веніамін Баснер